# HMS Gentian (K90)
«Дженшен» (K90) (англ. HMS Gentian (K90) — військовий корабель, корвет типу «Флавер» Королівського військово-морського флоту Великої Британії за часів Другої світової війни.
Корвет «Дженшен» був закладений 20 квітня 1940 року на верфі компанії Harland and Wolff у Белфасті. 6 серпня 1940 року він був спущений на воду, а 22 вересня 1940 року увійшов до складу Королівських ВМС Великої Британії.

## Історія служби
У липні 1942 року «Дженшен» діяв у складу 2-ї групи ескорту, що забезпечувала супроводження північноатлантичних конвоїв. До складу групи входила есмінці «Ванесса», «Гесперус», «Вайтхолл» та корвети «Кампанула», «Клематіс», «Дженшен», «Хізер», «Міньйонетт» та «Світбріар».